# George Cox
George Cox (1894. július 17. – ?) első világháborús ausztrál ászpilóta.

## Élete

### Ifjúkora
Cox 1894-ben született Melbourne városában, Victoria államban.

### Katonai szolgálata
Cox feltehetően 1917 körül csatlakozott a légierőhöz, ám a forrás nem tesz róla említést, hogy ezt megelőzően szolgált-e más fegyvernemnél. Az alapkiképzés elvégzését és a pilótaigazolvány megszerzését követően a 2. ausztrál repülőszázadhoz került a nyugati frontra. Itt Royal Aircraft Factory S.E.5 típusú géppel repült, amellyel 1918. május 30-án szerezte meg első légi győzelmét Bapaume közelében. Két napra rá, június 1-jén Cox ismét győzelmet aratott, ezúttal is egy Pfalz D.III-as német vadászgépet lőtt le. 1918. augusztus 27-én Cox hadnagy alig egy nap alatt három légi győzelmet szerzett, megszerezve ezzel az ötödiket és elérve az ászpilóta minősítést. Ám ekkor élete balszerencsés fordulatot vett: a három német gép lelövését követően a németek földre kényszerítették, és fogságba ejtették az ifjú pilótát.
További életéről nem szól a forrás, halálának dátuma nem ismert.

### Légi győzelmei
| Sorszám | Dátum               | Egység                   | Repülőgép | Ellenfél     |
| ------- | ------------------- | ------------------------ | --------- | ------------ |
| 1       | 1918. május 30.     | 2. ausztrál repülőszázad | S.E.5a    | Pfalz D.III  |
| 2       | 1918. június 1.     | 2. ausztrál repülőszázad | S.E.5a    | Pfalz D.III  |
| 3       | 1918. augusztus 27. | 2. ausztrál repülőszázad | S.E.5a    | Fokker D.VII |
| 4       | 1918. augusztus 27. | 2. ausztrál repülőszázad | S.E.5a    | Fokker D.VII |
| 5       | 1918. augusztus 27. | 2. ausztrál repülőszázad | S.E.5a    | Pfalz D.III  |